# Juan Miguel del Castillo
Juan Miguel del Castillo (Jerez de la Frontera, 1975) es un realizador y guionista español. En 2015 realizó su primer largometraje, Techo y comida, protagonizado por la actriz Natalia de Molina. En 2022 estrenó su segundo largometraje, La maniobra de la tortuga.

## Biografía
Nacido en Jerez de la Frontera (Cádiz) el 24 de septiembre de 1975. Estudió dirección y realización de cine en el centro de estudios cinematográficos de Cataluña (2000). Técnico superior de imagen en La Granja, Jerez (1999).

## Inicios
Director de videoclips comerciales, Juan Miguel del Castillo es guionista y director de una docena de cortometrajes, entre los que destacan tres títulos: Esta caja no es tonta (2001), El rey de las cosas (2002) y Rosario (2005). En 2015 presentó su primer largometraje, Techo y comida, protagonizado por Natalia de Molina.

## Techo y comida
Juan Miguel del Castillo emprendió el proyecto en 2013. Un año después, durante la primavera de 2014, rodó en Jerez de la Frontera durante cuatro semanas el filme. Se estrenó el 4 de diciembre de 2015 y obtuvo una buena acogida por parte de crítica y público. Además, obtuvo tres nominaciones a los Premios Goya (mejor dirección novel, intérprete femenina y canción original), y nueve candidaturas a los Premios Asecan del Cine Andaluz que concede la Asociación de Escritoras y Escritores Cinematográficos de Andalucía en colaboración con la Fundación SGAE.

## La maniobra de la tortuga
En 2022 estrenó su segundo largometraje, La maniobra de la tortuga, basada en la novela del mismo nombre del escritor Benito Olmo, rodada principalmente en Cádiz y que cuenta como protagonistas con Natalia de Molina y el actor francés Fred Tatien.
Por esta película, Natalia de Molina, se llevó el premio a la mejor actriz en la II edición de los Premios Carmen del Cine Andaluz (2023).

## Reconocimientos
En diciembre de 2015 obtuvo el Premio Asecan ópera prima. En septiembre su película fue Biznaga de plata premio del público y Biznaga de plata a la mejor actriz del Festival de Málaga en 2015.